# Gmina związkowa Westliche Börde
Gmina związkowa Westliche Börde (niem. Verbandsgemeinde Westliche Börde) – gmina związkowa w Niemczech, w kraju związkowym Saksonia-Anhalt, w powiecie Börde. Siedziba gminy związkowej znajduje się w mieście Gröningen.
Gmina związkowa zrzesza cztery gminy, w tym dwie gminy miejskie oraz dwie gminy wiejskie: 
- Am Großen Bruch
- Ausleben
- Gröningen
- Kroppenstedt